# Kníničky (Drahanovice)
Kníničky je malá vesnice, část obce Drahanovice v okrese Olomouc. Nachází se asi 1,5 km na jihozápad od Drahanovic. V roce 2009 zde bylo evidováno 29 adres. V roce 2001 zde trvale žilo 42 obyvatel.
Kníničky leží v katastrálním území Ludéřov o výměře 6,44 km2.

## Historie
První písemná zmínka o obci pochází z roku 1349.

## Pamětihodnosti
- Venkovská usedlost čp. 2

## Fotogalerie

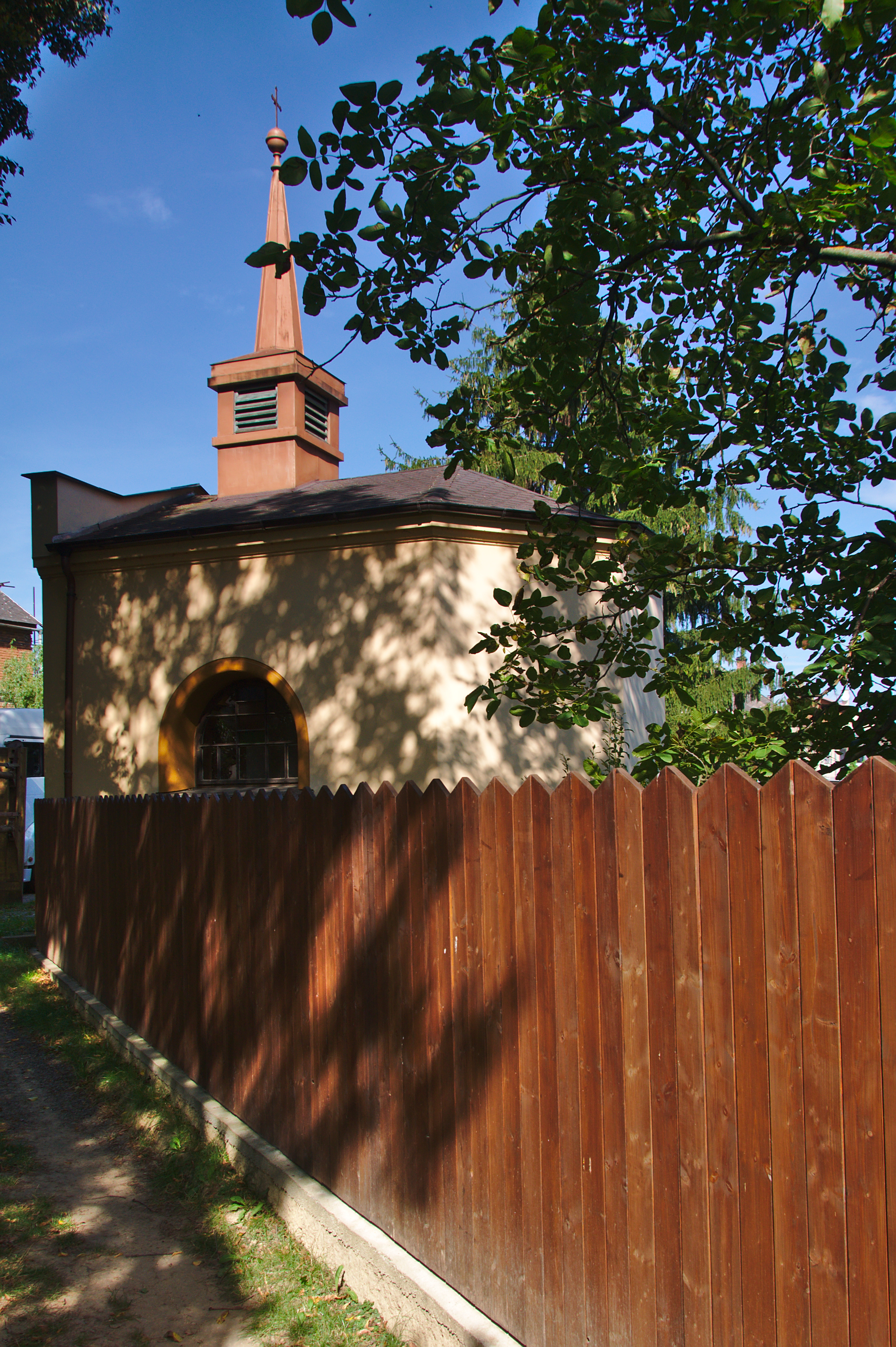
Kaple
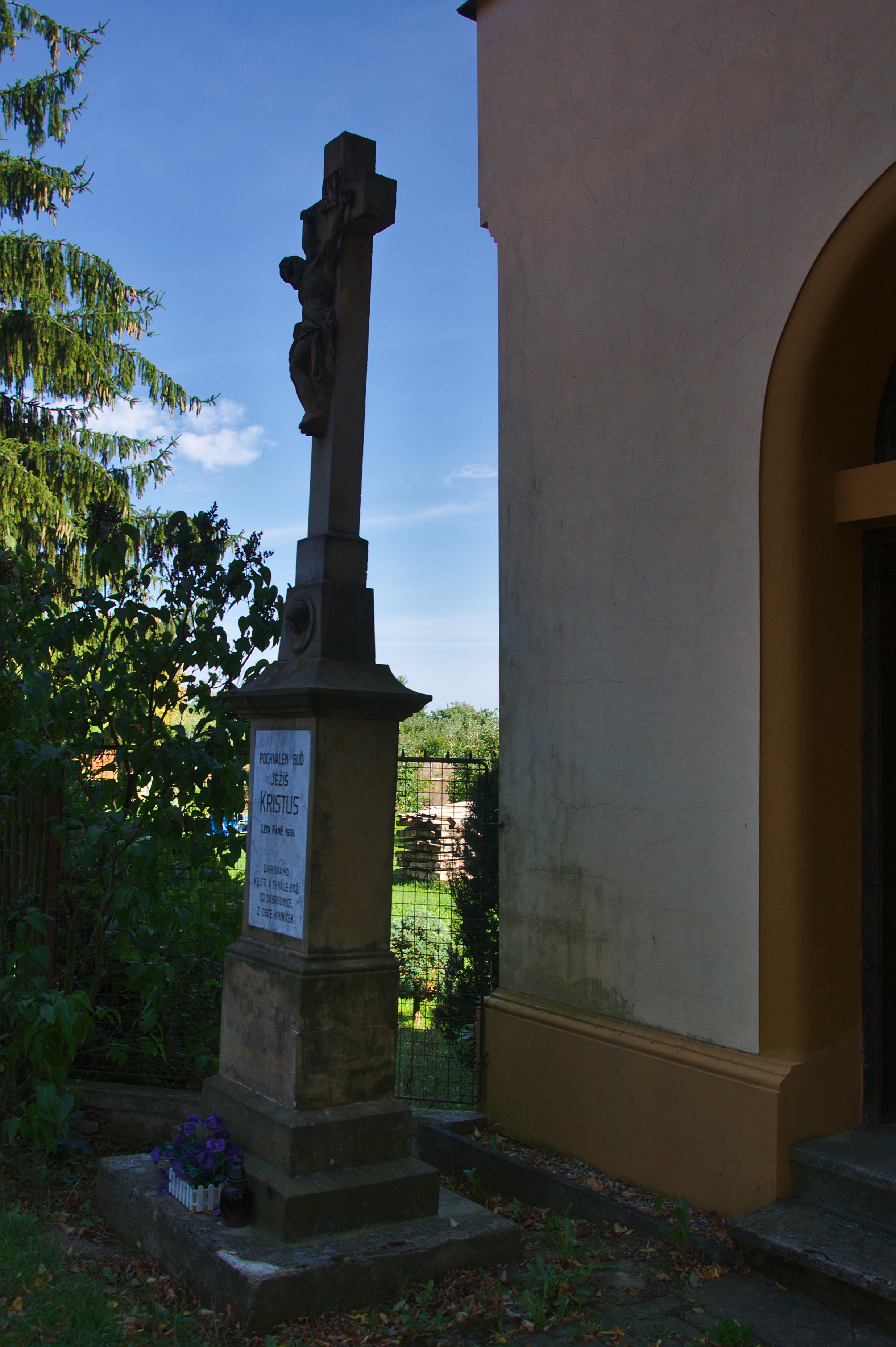
Kříž před kaplí
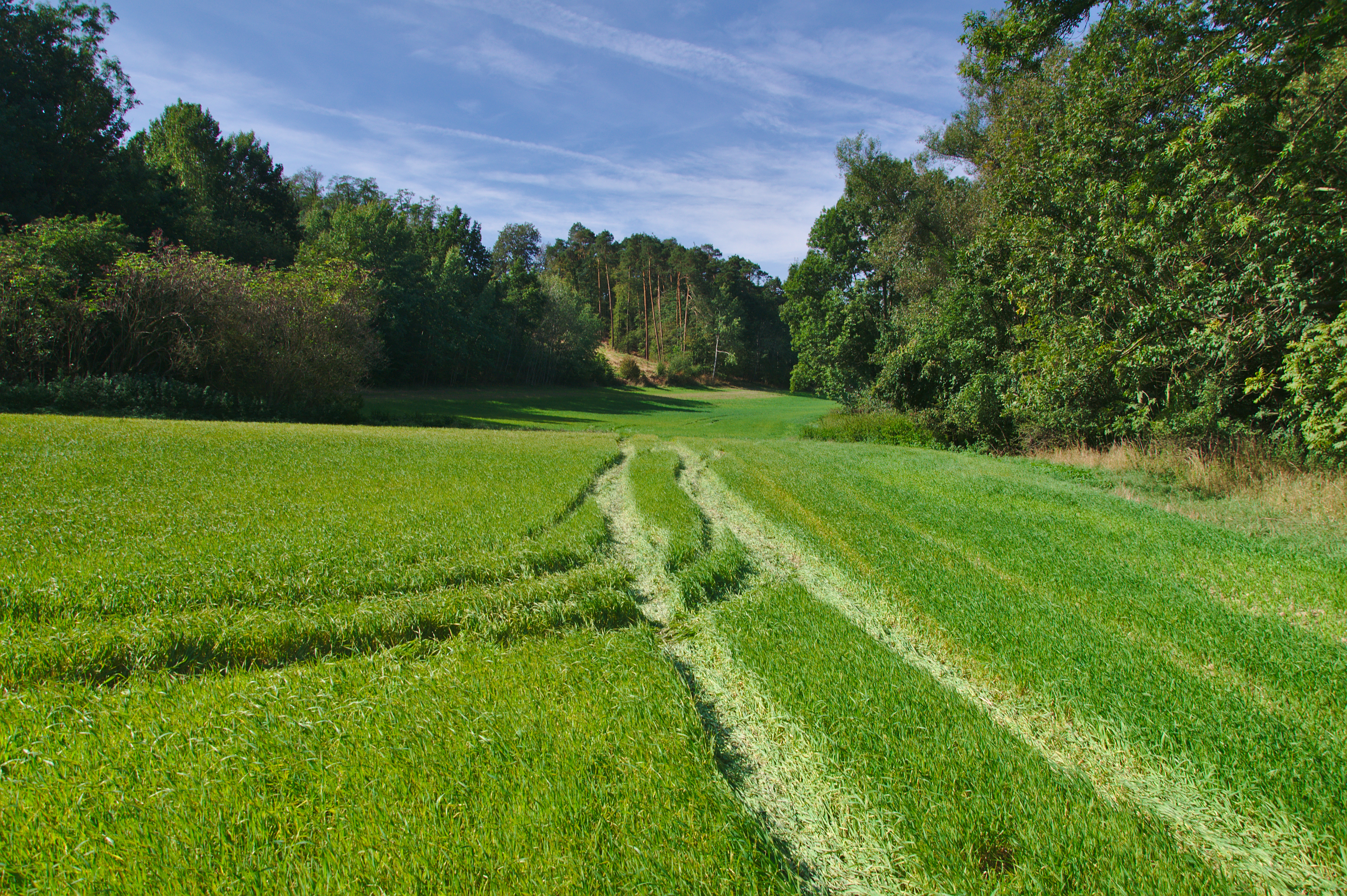
Údolí potoka Zlatá stružka